# Robert Holford Macdowall Bosanquet
Robert Holford Macdowall Bosanquet (* 31. Juli 1841 in Rock Hall bei Alnwick, Northumberland; † 7. August 1912 in Castello Zamorra, Teneriffa) war ein britischer Astronom und Musiktheoretiker.
Bosanquet war der Sohn eines Pfarrers, besuchte das Eton College und die Universität Oxford (Balliol College), wo er Bestnoten in Physik und Mathematik erhielt. Er schlug zwar anfangs die Juristenlaufbahn ein in Lincoln’s Inn in London, unterrichtete aber dann meist als Tutor (gelegentlich auch als Prüfer) für Naturwissenschaften in Oxford, wo er später Fellow des St. John’s College war. Später war er Professor am Royal College of Music. Ab 1890 ließ er sich aus Gesundheitsgründen in Teneriffa nieder und kehrte nur im Sommer nach England zurück. Er heiratete nie und starb in seinem Haus in Teneriffa.
Er veröffentlichte zwischen 1875 und 1890 zahlreiche wissenschaftliche Artikel meist im Philosophical Magazine. Beispielsweise erfand er verallgemeinerte Klaviaturen für ungewöhnliche Tonsysteme und war eine anerkannte Autorität für Orgelbau. Zwei seiner speziell nach neuen Prinzipien entworfenen Heimorgeln überließ er dem South Kensington Museum, heute sind sie im Science Museum in South Kensington. Eines der Instrumente hat 48 Tasten pro Oktave (nach einem Tonsystem von Hermann von Helmholtz), das andere 84. Er befasste sich auch mit Elektrodynamik, wobei er theoretisch und experimentell arbeitete und ein neuartiges Polariskop erfand. In der Astronomie publizierte er zum Beispiel über Bahnbestimmung und babylonische Astronomie (in Zusammenarbeit mit Archibald Henry Sayce).
1871 wurde er Fellow der Royal Astronomical Society und 1890 der Royal Society.
Er war der Bruder des Admirals Day Bosanquet und des Philosophen Bernard Bosanquet.

## Schriften
- An Elementary Treatise on Musical Intervals and Temperament, London, Macmillan, 1876.